# Historia de Illinois
La historia de Illinois es definida por varios periodos históricos, incluyendo el periodo precolombino, el periodo de exploración y colonización europeas, su desarrollo como parte de la Frontera Estadounidense, y, finalmente, su transformación en uno de los estados más poblados de los Estados Unidos.

## El periodo precolombino

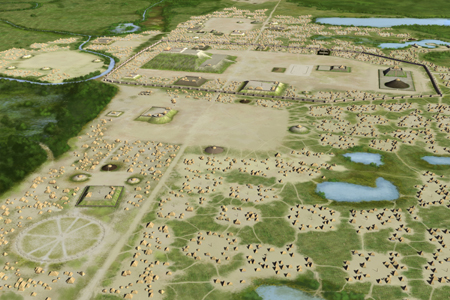
Cahokia, el centro urbano de la cultura misisipiana

Cahokia, el centro urbano de la cultura misisipiana, estaba situado cerca de la ciudad actual de Collinsville, Illinois. Se crearon varios túmulos y estructuras de adobe en el sur de Illinois. Un túmulo gigantesco, conocido como el Monk's Mound, es casi la misma altura de la Pirámide de Guiza. Construido en 1050 AD con inmensas cantidades de labor, este gran terraplén miraba hacia una ciudad rodeada de empalizadas que contenía más de cien túmulos. Se estima que Cahokia tenía una población de entre 16.000 y 20.000, la población más densa al norte del Río Bravo hasta el fin del siglo XVII. Esa civilización desapareció hacia 1400-1500 por razones desconocidas. Un terremoto severo que dañó Monk's Mound cerca de ese tiempo que posiblemente desafió los poderes supernaturales que los jefes de Cahokia reclamaban. Además, es posible que los cahokianos sobrepasaron su suministro de agua, y el periodo de enfriamiento global posiblemente causó hambrunas y migración.
El próximo poder principal en la región fue la Confederación Illiniwek, una alianza entre varias tribus. Los illiniwek dieron a Illinois su nombre. Se cree que los winnebago, un pueblo sioux, también reclamaban tierras al norte del Río Rock. Durante la época de la Guerra de los Castores. en el siglo XVII, los iroqueses brevemente conquistaron Ohio, Indiana, y el sur de Míchigan, sacando a muchos pueblos de estas regiones. Varios grupos migrantes de los pueblos miami y mascouten se difundieron por la región de los Grandes Lagos del oeste y la región alta del río Misisipi. Las Guerras de los Castores también causaron un conflicto secundario en el área de Wisconsin conocida como la Segunda Guerra Fauk, la que expulsó los antepasados de los lakota hacia las Grandes Llanuras y desestabilizó la región de las Dakotas.
Los franceses, quienes llegaron hacia el fin del siglo XVI y establecieron la colonia de Illinois, ayudaron a estabilizar la región. Después de la Guerra Yamasi de 1715-1717, los franceses proveyeron ayuda a un grupo disidente de la tribu yuchi conocido como los chisca, y les obligaron a migar al territorio Illiwinek.  Durante la Guerra franco-india, la influencia inglesa se difundió en la región y desestabilizó la Colonia de Illinois.

## Exploración y colonización europeas
Los exploradores franceses Jacques Marquette y Louis Jolliet exploraron los ríos Misisipi y Illinois en 1673. Como resultado, el País de los illinois era parte del Imperio francés hasta 1763 cuando los británicos ganaron el control. Gran Bretaña cedió la región a los nuevos Estados Unidos en 1783, y la región se convirtió en parte del Territorio del Noroeste.

## Illinois como territorio estadounidense
La Compañía Illinois-Wabash fue un reclamante temprano de la región de Illinois. Un puesto avanzado de los Estados Unidos, el Fuerte Dearbon, fue establecido en 1803 (en el sitio del actual Chicago), y el Territorio de Illinois fue creado el 3 de febrero de 1809.

## ElsigloXIX
El 3 de diciembre de 1818, Illinois se convirtió en un estado de los Estados Unidos. La expansión estadounidense inició en la parte sur de Illinois y se movió hacia el norte, expulsando residentes indígenas. En 1832, algunos pueblos nativos volvieron de Iowa pero fueron expulsados en la Guerra de Halcón Negro por la milicia.
Illinois es conocido como la "Tierra de Lincoln" porque el decimosexto presidente pasó sus años de formación allí. Chicago ganó importancia como un puerto lacustre después de 1848, y como un centro ferroviario poco después. Para 1857, Chicago fue el metrópolis principal del estado.

### La Esclavitud
La historia del estado respecto a la esclavitud y el tratamiento de los afroestadounidenses es variada. Los franceses tenían esclavos negros en la región desde 1719. La esclavitud fue prohibida nominalmente por la Ordenanza Noroeste, pero esta prohibición no fue aplicada. Pero cuando Illinois se convirtió en estado en 1818, la Ordenanza ya no se aplicó, y había unos 900 esclavos en Illinois. La parte sureña del estado, conocida como "Egypt" (Egipto), era poblada por migrantes del Sur, y así esa parte era hostil a los negros libres y permitieron que los colonos trajeran a esclavos. Hasta la década de 1840, se traían esclavos a Illinis. En 1853, el senador estatal John A. Logan ayudó a aprobar una ley que prohibió que cualquier afroestadounidense se asentara en el estado.

### Los Mormones en Nauvoo
En 1839, miembros de La Iglesia de Jesucristo de los Santos de los Últimos Días en España, conocidos como Mormones, crearon un asentamiento llamado Nauvoo. Para 1840 el liderazgo de la iglesia imaginaba Nauvoo como un centro económico, cultural, y espiritual guiado por líderes de la iglesia. La ciudad, situada en un recodo del río Misisipi, creció rápidamente a 12.000 habitantes, y en una época era casi la ciudad más grande de Illinois. En 1844, Joseph Smith, el fundador del movimiento de  los Santos de los Últimos Días, fue muerto en la ciudad cercana de Carthage, Illinois. En 1846, los Santos de los Últimos Días construyeron un gran templo de piedra en Nauvoo, pero el mismo año, guiado por Brigham Young, salieron para Utah. Un grupo disidente se quedó atrás, pero Nauvoo fue casi abandonado. Hoy, Nauvoo tiene muchos edificios restaurados de la década de 1840.

### La Guerra de Secesión
Durante la Guerra de Secesión, más de 250.000 soldados de Illinois sirvieron en el Ejército de la Unión. Illinois mandó 150 regimientos de infantería. El solado más famoso fue Ulysses S. Grant de Galena. Durante la guerra, los republicanos controlaban el estado. Los demócratas en el estado, sin embargo, contaban con una poderosa facción antiguerra y en Chicago, Wilbur F. Storey hizo su periódico demócrata los Chicago Times, el enemigo más injurioso del presidente Lincoln.

## ElsigloXX
En el siglo XX, Illinois surgió como uno de los estados más importantes de los Estados Unidos. Edward F. Dunne, quien sirvió como gobernador en 1913-1917, fue un líder del movimiento progresista. Lo sucedió Frank O. Lowden, quien guio el esfuerzo bélico en la Primera Guerra Mundial y fue un candidato republicano para la presidencia en 1920
El demócrata Adlai Stevenson sirvió como gobernador en 1948-1952. William G. Stratton guio una legislatura republicana en la década de 1950. En 1960, Otto Kerner, Jr. volvió a los demócratas al poder. Fomentó el desarrollo económico, la educación, los servicios de salud mental, y el acceso igual a los trabajos y el alojamiento. En 1973, Kerner fue condenado en 17 cargos de soborno mientras él fue gobernador, y fue encarcelado. Richard B. Ogilvie, un republicano, ganó en 1968. Apoyado por grandes mayorías en la legislatura estatal, Ogilvie intentó modernizar el gobierno estatal. Con éxito abogó por una convención constitucional estatal, aumentó el gasto social, y aseguró el primer impuesto sobre la renta estatal en Illinois. Este último fue particularmente impopular, y Ogilvie perdió la elección ante el demócrata Dan Walker en 1972.
Walker no derogó el impuesto sobre la renta que Ogilvie había instituido, y atrapado entre demócratas y republicanos establecidos, no logró mucho éxito durante su mandato. En la elección gubernativa, Jim Thompson, un fiscal republicano de Chiago, ganó y sirvió como gobernador hasta 1991.
En la elección de 1990 el republicano Jim Edgar sucedió a Thompson, y fue reelegido en 1994. En las elecciones de 1992 y 1994, los republicanos lograron conseguir mayorías en ambas cámaras de la legislatura estatal, proveyendo a Edgar una buena posición política. Edgar abogó por aumentos de fondos para educación, junto con recortes de gastos para el empleo gubernamental y programas de bienestar. Otro republicano, George H. Ryan, lo sucedió. Ryan trabajó para reparar mayormente las autopistas de Illinois. en un programa llamado "Illinois FIRST." Este programa proveyó varios miles de millones de dólares para transportación pública, carreteras, escuelas y otros proyectos. En 1993 Illinois eligió la primera mujer senadora afroestadounidense, Carol Moseley Braun.

## ElsigloXXI
Ryan ganó atención nacional en enero de 2003 cuando conmutó las condenas de todos condenados a la muerte en Illinois, 167 condenados, debido a su creencia de que no se podía administrar la pena de muerte justamente.
Rod Blagojevich, elegido en 2002, fue el primer gobernador demócrata en 25 años. Illinois estaba tendiendo hacia el partido demócrata, y para el año de 2002, los demócratas controlaban ambas cámaras de la legislatura estatal y cada cargo estatal salvo uno. Blagojevich firmó leyes progresistas tales como reformas éticas, reformas de la pena de muerte, un Crédito por Ingresos del Trabajo para el estado, y expansiones de programas de salud como KidCare y FamilyCare. Blagojevich firmó una ley en 2005 que prohibió la discriminación basada en la orientación sexual en el empleo, el alojamiento, las acomodaciones públicas, y el crédito. Blagojevich logró aumentar los fondos para la atención médica cada año sin aumentar impuestos sobre las ventas o sobre la renta. Los republicanos afirmaban que Blagojevich solamente pasó los problemas fiscales a las generaciones futuras. En diciembre de 2008, Blagojevich fue arrestado bajo la acusación de conspiración y proposición para cometer el soborno para nombrar un senador estadounidense. Fue sentenciado en una corte federal y fue encarcelado.

### La crisis financiera
Pat Quinn fue inaugurado gobernador el 29 de enero de 2009, cuando Blagojevich fue derrogado. Quinn fue elegido para un mandato completo en las elecciones de 2010. Como gobernador, se enfrentó déficits severos y deuda estatal, durante las peores condiciones económicas desde la Gran Depresión de la década de 1930. Quinn también se enfrentó un estado con una reputación de corrupción; los dos previos gobernadores terminaron en prisión federal-- y después de dos años las encuestas mostraron que Quinn era el "gobernador menos popular de la nación."